# آنا ماریا کانچلیری
آنا ماریا کانچلیری (انگلیسی: Annamaria Cancellieri؛ زادهٔ ۲۲ اکتبر ۱۹۴۳) یک سیاست‌مدار اهل ایتالیا است.